# Val-des-Marais
Val-des-Marais és un municipi francès, situat al departament del Marne i a la regió del Gran Est. L'any 2007 tenia 552 habitants.

## Demografia

### Població
El 2007 la població de fet de Val-des-Marais era de 552 persones. Hi havia 202 famílies, de les quals 32 eren unipersonals (24 homes vivint sols i 8 dones vivint soles), 63 parelles sense fills, 95 parelles amb fills i 12 famílies monoparentals amb fills.
La població ha evolucionat segons el següent gràfic:
Habitants censats

### Habitatges
El 2007 hi havia 226 habitatges, 205 eren l'habitatge principal de la família, 9 eren segones residències i 12 estaven desocupats. 216 eren cases i 7 eren apartaments. Dels 205 habitatges principals, 174 estaven ocupats pels seus propietaris, 30 estaven llogats i ocupats pels llogaters i 2 estaven cedits a títol gratuït; 4 tenien dues cambres, 30 en tenien tres, 43 en tenien quatre i 128 en tenien cinc o més. 149 habitatges disposaven pel capbaix d'una plaça de pàrquing. A 75 habitatges hi havia un automòbil i a 119 n'hi havia dos o més.

### Piràmide de població
La piràmide de població per edats i sexe el 2009 era:
| Homes | Edats   | Dones |
| ----- | ------- | ----- |
| 0     | 95 o +  | 0     |
| 0     | 90 a 94 | 0     |
| 4     | 85 a 89 | 8     |
| 0     | 80 a 84 | 4     |
| 4     | 75 a 79 | 8     |
| 16    | 70 a 74 | 8     |
| 16    | 65 a 69 | 12    |
| 8     | 60 a 64 | 12    |
| 8     | 55 a 59 | 8     |
| 16    | 50 a 54 | 12    |
| 28    | 45 a 49 | 24    |
| 20    | 40 a 44 | 16    |
| 20    | 35 a 39 | 20    |
| 24    | 30 a 34 | 12    |
| 32    | 25 a 29 | 12    |
| 12    | 20 a 24 | 20    |
| 12    | 15 a 19 | 16    |
| 4     | 10 a 14 | 20    |
| 16    | 5 a 9   | 8     |
| 8     | 0 a 4   | 16    |

## Economia
El 2007 la població en edat de treballar era de 381 persones, 306 eren actives i 75 eren inactives. De les 306 persones actives 284 estaven ocupades (157 homes i 127 dones) i 22 estaven aturades (6 homes i 16 dones). De les 75 persones inactives 26 estaven jubilades, 28 estaven estudiant i 21 estaven classificades com a «altres inactius».

### Ingressos
El 2009 a Val-des-Marais hi havia 208 unitats fiscals que integraven 550 persones, la mediana anual d'ingressos fiscals per persona era de 20.916 €.

### Activitats econòmiques
Dels 28 establiments que hi havia el 2007, 2 eren d'empreses alimentàries, 1 d'una empresa de fabricació d'altres productes industrials, 8 d'empreses de construcció, 6 d'empreses de comerç i reparació d'automòbils, 2 d'empreses de transport, 2 d'empreses d'hostatgeria i restauració, 1 d'una empresa financera, 1 d'una empresa immobiliària, 3 d'empreses de serveis, 1 d'una entitat de l'administració pública i 1 d'una empresa classificada com a «altres activitats de serveis».
Dels 9 establiments de servei als particulars que hi havia el 2009, 2 eren paletes, 3 guixaires pintors, 1 fusteria, 1 electricista i 2 restaurants.
Dels 2 establiments comercials que hi havia el 2009, 1 era una botiga de menys de 120 m² i 1 una peixateria.
L'any 2000 a Val-des-Marais hi havia 51 explotacions agrícoles que ocupaven un total de 3.770 hectàrees.

## Equipaments sanitaris i escolars
El 2009 hi havia 2 escoles maternals, 1 escola elemental i 3 escoles elementals integrades dins de grups escolars amb les comunes properes formant escoles disperses.

## Poblacions més properes
El següent diagrama mostra les poblacions més properes.